# Bristol Beaufort
El Bristol Type 152, más conocido como Bristol Beaufort, fue un torpedero bimotor británico que prestó servicio durante la Segunda Guerra Mundial.

## Diseño y desarrollo
En 1935, el Ministerio del Aire había hecho públicas dos especificaciones, la M.15/35 y la G.24/35, en las que se detallaban los requerimientos correspondientes a un bombardero/torpedero y a un avión de reconocimiento general/bombardero, respectivamente. El último era necesario para sustituir al Anson en ese cometido, pero ese papel fue desempeñado por el modelo derivado del Blenheim construido en Canadá y conocido como Bollingbroke.
Para cumplir con la primera de las especificaciones correspondiente a un bombardero/torpedero, Bristol empezó tomando en consideración la adaptación del Blenheim, e identificó el diseño como Type 150. La propuesta, cuyo elemento principal residía en el cambio del diseño del fuselaje para albergar un torpedo y la instalación de motores más potentes, fue presentada al Ministerio del Aire en noviembre de 1935.
Una vez remitidos todos los detalles correspondientes al Type 150, el equipo de diseño de Bristol llegó a la conclusión de que sería posible cumplimentar ambas especificaciones del Ministerio del Aire con un único avión desarrollado a partir del Blenheim, e inmediatamente bosquejaron un nuevo diseño, el Type 152.
Comparado con el Blenheim Mk.IV, este incrementaba ligeramente la longitud para permitir el transporte de un torpedo en posición semicarenada, para proveerlo de un puesto de navegación y para poder situar al piloto y al navegante lado a lado; detrás de ellos se encontraban los equipos de radio y las cámaras, que serían gobernadas por un operador de radio/cámara/artillero. El Type 152 resultó más atrayente para el Ministerio del Aire, pero se consideró que era imprescindible una tripulación de cuatro personas, por lo que el diseño volvió a revisarse en este sentido. El resultado fue una alta línea de techo, que discurría recta hasta la torreta dorsal y que se convirtió en característica distintiva del nuevo avión, construido de acuerdo con la especificación 10/36 y bautizado más tarde como Beaufort.
Los detalles de diseño comenzaron inmediatamente, pero los primeros análisis y estimaciones mostraron que los dos motores Bristol Perseus no suministrarían suficiente potencia para soportar el incremento de casi un 25 % en el peso bruto sin una seria pérdida de prestaciones. En lugar de estos, se seleccionaron los motores Bristol Taurus de doble anillo y válvulas de camisa, de nuevo desarrollo; la principal preocupación estribaba en saber si la entrada en producción del motor coincidiría con la construcción de la nueva célula. El contrato inicial por 78 aviones fue firmado en agosto de 1936, pero el primer prototipo no voló hasta dos años después, el 15 de octubre de 1938.
Las pruebas de vuelo del prototipo revelaron un cierto número de deficiencias, lo que llevó a la provisión de puertas para cerrar las unidades principales del tren de aterrizaje una vez replegadas, a una nueva situación de los tubos de escape y a aumentar a dos el número de ametralladoras de la torreta dorsal. Estos y otros problemas, junto con continuas dificultades en el desarrollo del nuevo motor, demoraron la entrada en servicio del Beaufort Mk.I, que empezó a equipar al 22.º Escuadrón del Mando Costero en enero de 1940. Fue esta unidad la que, en la noche del 15 al 16 de abril de 1940, inició la carrera operacional del Beaufort, lanzando minas en las aguas costeras enemigas.

### Fabricado en Australia

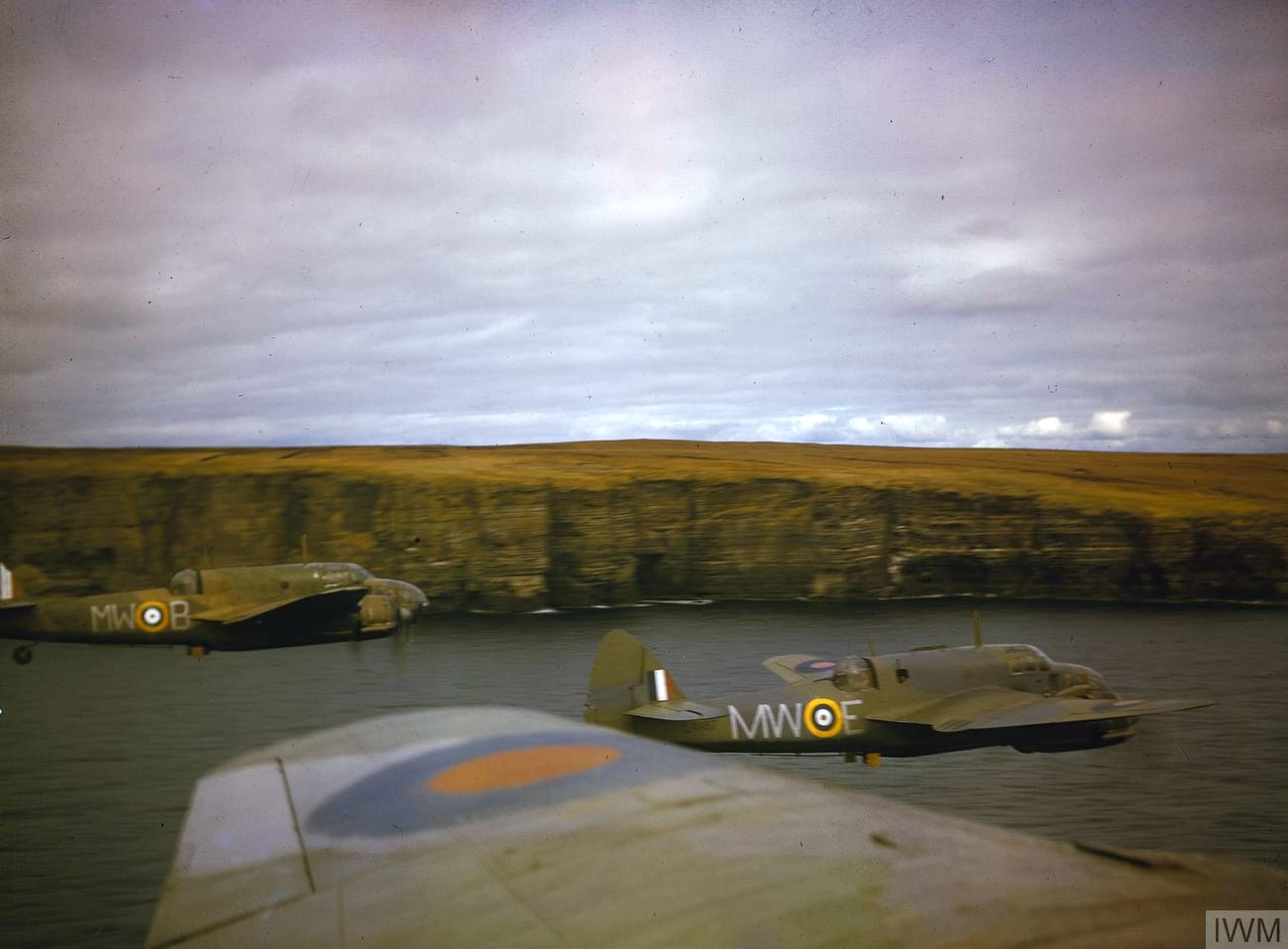
Bristol Beaufort del 217 Escuadrón de la RAF, volando a baja cota a lo largo de la costa de Cornualles, cerca de San Eval.

Desde un primer momento, el Gobierno de Australia mostró interés por el Beaufort, y después de la visita de una misión aérea británica, a principios de 1939, se decidió que algunas fábricas y talleres ferroviarios podían ser adaptados para la fabricación del avión; ello dio como resultado el establecimiento de dos plantas de montaje (en Fishermen´s Bebd, Melbourne, y en Mascot, Sídney), con el apoyo productivo de los talleres ferroviarios de Chullora, Islington y Newport.
Veinte juegos de componentes de la célula y el octavo avión de serie fueron llevados como muestra, pero desde el principio los australianos decidieron no emplear la planta motriz Taurus. En consecuencia, obtuvieron una licencia para la fabricación del Pratt & Whitney R-1830 Twin Wasp, que propulsó todos los Beaufort de fabricación australiana; estos alcanzaron finalmente la cifra de 700 unidades. La producción se inició en 1940, y el primer Beaufort Mk.V australiano realizó su vuelo inaugural en mayo de 1941. Aparte del cambio de la planta motriz, los Beaufort construidos en Australia eran similares en líneas generales a su contrapartida británica; también se había incrementado la superficie de la deriva para mejorar la estabilidad. De hecho, los cambios en la planta motriz y las hélices fueron responsables de la aparición de la mayor parte de las diferentes variantes producidas en las fábricas australianas.
Entre estas se cuentan el Beaufort Mk.V (50) y el Beaufort Mk.Va (30), ambos con motores Twin Wasp S3C4-G construidos bajo licencia; el Beaufort Mk.VI (60, con hélices Curtiss Electric) y el Beaufort Mk VII (40, con hélices Hamilton Standard), propulsados por motores Twin Wasp S1C3-G de importación por la escasez de los producidos bajo licencia; y el Beaufort Mk.VIII con motores S3C4-G construidos bajo licencia. Este último constituyó la versión de serie definitiva, de la que se fabricaron 520 ejemplares; disponía de depósitos de combustible adicionales, de sistema de navegación Loran y de un armamento modificado, y su fabricación finalizó en agosto de 1944. Unos 46 ejemplares del último lote de producción fueron convertidos para prestar servicio como transportes desarmados; designado Beaufort Mk.IX, esta variante había eliminado la torreta dorsal, y la abertura correspondiente había sido carenada. La potencia de la planta motriz de todas las versiones australianas fue de 1200 hp.
El Beaufort fue ampliamente utilizado por la Real Fuerza Aérea de Australia en el teatro de operaciones del Pacífico hasta el final de la II Guerra Mundial.

### Beaufort Mk.II
Las pruebas iniciales del Beaufort Mk.V australiano provisto de motores Twin Wasp indujeron al Ministerio del Aire británico a especificar dicha planta motriz en el siguiente contrato, por lo que en noviembre de 1940 se efectuó el primer vuelo de un prototipo equipado con estos motores estadounidenses. El primer Beaufort Mk.II de serie voló en septiembre de 1941 y mostró unas prestaciones en despegue muy superiores a las del Beaufort Mk.I. Sin embargo, debido a la falta de motores Twin Wasp en Gran Bretaña, únicamente se construyeron 164 Mk.II de serie antes de que se volvieran a introducir en la línea de producción los Mk.I provistos de motores mejorados Taurus XII o XVL. Además del cambio en la planta motriz, esta versión presentaba refuerzos estructurales, una torreta dorsal modificada y un radar ASV con antenas Yagi. Al finalizar la producción en 1944, se habían fabricado en Gran Bretaña más de 1200 Beaufort.
Las dos últimas designaciones, el Beaufort Mk.III y el Beaufort Mk.IV, corresponden a una versión provista de motores Rolls-Royce Merlin XX, de la que no se fabricó ninguna unidad, y a otra equipada con dos motores Taurus XX de 1250 hp, de la que sólo se construyó un prototipo.
El Beaufort fue el bombardero/torpedero estándar en servicio con el Mando Costero entre 1940 y 1943, equipando a los Squadrons Nos.22, 42, 86, 217, 415 y 489 en aguas metropolitanas, y los Squadrons Nos.39, 86, 47 y 217 en el Oriente Medio. Prestó servicio con éxito hasta que resultó superado por el Bristol Beaufighter, y se vio envuelto en muchos de los ataques iniciales contra los cruceros de batalla alemanes Gneisenau y Scharnhorst, y contra el crucero pesado Prinz Eugen.

## Variantes

### Británicas
Beaufort Mk.I
Versión de torpedeo y reconocimiento para la RAF, propulsada por dos motores radiales de válvulas de camisa Bristol Taurus II, III, VI, XII o XVI. Primera versión de producción británica. 1013 construidos.
Beaufort Mk.II
Versión de torpedeo y reconocimiento para la RAF, propulsada por dos motores radiales Pratt & Whitney R-1830-S3C4-G Twin Wasp. 167 construidos.
Beaufort T Mk. II
Entrenador con torreta trasera carenada; destinado a unidades de entrenamiento de torpedeo y OTU. 249 conversiones desde Mk.II.
Beaufort Mk.III
Sólo proyecto. Destinado a ser propulsado por dos motores lineales Rolls-Royce Merlin XX.
Beaufort Mk.IV
Sólo un prototipo; propulsado por dos motores radiales Bristol Taurus XX.
Producción total = 1180

### Australianas
Beaufort Mk.V
Primera versión de fabricación australiana, propulsada por dos motores radiales Pratt & Whitney R-1830-S3C4-G Twin Wasp con hélices Curtiss Electric. 50 construidos.
Beaufort Mk.Va
Pratt & Whitney S3C4-G con hélices Hamilton Standard. Similar al Beaufort Mk.V, pero equipado con una cola mayor. 30 construidos.
Beaufort Mk.VI
Radiales Pratt & Whitney-S1C3 Twin Wasp con hélices Curtiss Electric. 40 construidos.
Beaufort Mk.VII
Pratt & Whitney S1C3-G con hélices Hamilton Standard. 60 construidos.
Beaufort Mk.VIII
Pratt & Whitney S3C4-G con hélices Curtiss Electric. Versión mejorada equipada con radar ASV, podía llevar minas o torpedos estadounidenses o británicos. 520 construidos.
Producción total = 700
Beaufort Mk.IX, también conocido como 'Beaufreighter'
46 Beaufort de varios modelos convertidos en aviones de transporte ligero para la RAAF y con Pratt & Whitney S3C4-G con hélices Curtiss Electric.

## Operadores
Australia
 Canadá
 Nueva Zelanda
 Reino Unido
 Sudáfrica
 Turquía

## Especificaciones (Mk.I)
Referencia datos: Beaufort Special, Jane's Fighting aircraft of World War II

### Características generales
- Tripulación: Cuatro
- Longitud: 13,5 m (44,2 ft)
- Envergadura: 17,6 m (57,8 ft)
- Altura: 4,3 m (14,2 ft)
- Superficie alar: 46,7 m² (502,7 ft²)
- Perfil alar: raíz: RAF-28 (18%); punta: RAF-28 (10%)[5]
- Peso vacío: 5945 kg (13 102,8 lb)
- Peso cargado: 9629 kg (21 222,3 lb)
- Planta motriz: 2× motor radial de 14 cilindros y válvulas de camisa refrigerado por aire Bristol Taurus VI.
  - Potencia: 840 kW (1158 HP; 1142 CV) cada uno.
- Hélices: Hamilton Standard tripala de velocidad constante

### Rendimiento
- Velocidad máxima operativa (Vno): 437 km/h (271 MPH; 236 kt) a 2000 m (6500 pies); 362 km/h a nivel del mar
- Velocidad crucero (Vc): 410 km/h (255 MPH; 221 kt) a 2000 m (6500 pies)
- Alcance: 2600 km (1404 nmi; 1616 mi)
- Techo de vuelo: 5000 m (16 404 ft)
- Régimen de ascenso: 5,8 m/s (1142 ft/min)
- Carga alar: 206 kg/m² (42,2 lb/ft²)
- Potencia/peso: 0,174 kW/kg (0,106 hp/lb)

### Armamento
- Ametralladoras: 

  - 3x Vickers K de 7,7 mm (dos en torreta dorsal Bristol Mk IV, una en el ala de babor) o
  - 6x Vickers K de 7,7 mm (dos fijas en el morro, dos en torreta, una en ala de babor y una de fuego lateral desde la escotilla de entrada, producción tardía
  - 1x Browning M1919 de 7,7 mm en burbuja de barbilla de fuego trasero
- Bombas: 

  - 1x torpedo Mk XII de 18 pulgadas de 728 kg o
  - 1x bomba o torpedo de 907 kg bajo el fuselaje, o bombas de 454 kg en bodega de bombas y de 227 kg bajo las alas, o minas

## Aeronaves relacionadas

### Aeronaves similares
- Martin Baltimore
- Savoia-Marchetti SM.79
- Cant Z.1007
- Mitsubishi G3M
- Mitsubishi G4M
- Ilyushin Il-4

### Secuencias de designación
- Secuencia Numérica (interna de Bristol): ← 146 - 148 - 149 - 152 - 156 - 158 - 159 →